# Linum dolomiticum
Linum dolomiticum ist eine Art aus der Gattung Lein (Linum). Sie ist extrem selten und ausschließlich in einem Gebiet 30 Kilometer nordwestlich von Budapest in Ungarn zu finden.

## Beschreibung
Die ausdauernde Pflanze ist ein Zwergstrauch, der kurze Stängel ist verholzt und verzweigt und endet in Blattrosetten. Die Blütenstandsachsen erreichen eine Länge von 10 bis 15 Zentimeter, die Blütenstände tragen zwei bis sechs gelbe Blüten. Die Kelchblätter sind 6 bis 7 Millimeter lang, schmal lanzettlich und spitz zulaufend, die Kronblätter 10 bis 16 Millimeter lang, umgekehrt-eiförmig oder lanzettlich. Die Kapselfrucht ist rund und enthält zehn Samen, die Chromosomenzahl beträgt 2n=28.
Bestäubt wird Linum dolomiticum durch Insekten, Selbstbestäubung ist jedoch möglich und kommt vor. Die Samen werden durch Tiere verbreitet (Epizoochorie).

## Verbreitung und Habitat
Linum dolomiticum ist eine Relikt-Art und hat weltweit nur einen einzigen Wuchsort. Er liegt in Ungarn, etwas über 30 Kilometer nordwestlich von Budapest, nahe Pilisszentiván. Der gesamte Bestand der Art befindet sich hier auf einem Gebiet von zehn Hektar mit einer nur dünnen Substratschicht auf Kalkstein oder Dolomit nahe dem Landschaftsschutzgebiet Buda im Szénás.
Die im Areal der Art vorherrschende Dolomitvegetation zeichnet sich aus durch eine hohe Biodiversität und einige seltene bzw. im Karpatischen Becken endemische Pflanzenarten. Hier wächst Linum dolomiticum vergesellschaftet mit Draba lasiocarpa var. demissorum, der Kugeligen Teufelskralle, Seseli leucospermum, Dianthus plumarius ssp. regis-stephani, Centaurea sadleriana, Vincetoxicum pannonicum und Sesleria sadleriana.

## Status und Gefährdung
Von der Art existieren am Standort rund 1000 Pflanzen, der Bestand gilt als stabil, eine aktuelle Gefährdung besteht nicht. Der Standort ist geschützt, jedoch durch einen Lehrpfad erschlossen.
Erste Maßnahmen zum Schutz der Art wurden bereits 1934 getroffen, 1951 wurde die Art als streng geschützt erklärt. 1979 fiel sie dann auch unter die Berner Konvention. Seither ist sie national wie international Teil zahlreicher weiterer Schutzmaßnahmen geworden.
In der Genbank des ungarischen Instituts für Agrobotanik in Tápiószele befinden sich Samenproben dreier Populationen der Art.

## Systematik
Linum dolomiticum wurde 1897 durch Vincze von Borbás erstbeschrieben, sie ist Teil der Linum flavum-Gruppe in der Sektion Syllinum. Sie ist eng verwandt mit Linum elegans, die auf dem Balkan verbreitet ist.
Trotz ihres kleinen Areals und dem kleinen Bestand werden zwei Formen unterschieden:
- Linum dolomiticum f. dolomiticum: Kronblätter 15 bis 16 Millimeter lang und eiförmig
- Linum dolomiticum f. parviflorum: Kronblätter 10 bis 12 Millimeter lang und lanzettlich

## Nachweise
- G. Vörösváry, L. Holly, L. Udvardy: Linum dolomiticum Borbás, a strictly protected wild relative of cultivated flax in Hungary. First International Conference on Crop Wild Relative Conservation and Use, 14.–17. September 2005, Agrigento, Italy, Poster, PGR Forum crop wild relative case studies (PDF Online).